# Клингенберг, Вильгельм
Вильгельм Поль Альберт Клингенберг — немецкий математик, один из основателей современной школы дифференциальной геометрии в Германии, наиболее известен благодаря результатам о замкнутых геодезических и теоремой о сфере, доказанной совместно с Марселем Берже в 1960 году.

## Жизнь
Вильгельм Клингенберг родился в 1924 году в семье протестантского пастора в Ростоке. В 1934 году семья переехала в Берлин. Служил в армии с 1941 года.
После войны изучал математику в Киле, где он получил докторскую степень в 1950 году под руководством Карла-Генриха Вайзе по аффинной дифференциальной геометрии.
Вскоре работал помощником Фридриха Бахмана и начал работать в группе Вильгельма Бляшке в Гамбурге. Здесь он защитил хабилитацию в 1954 году. Также работал в Риме в группе с Франческо Севери и Беньямино Сегре. Получил должность в Гёттингенском университете, где он оставался до 1963 года.
В 1954—1955 годах он работал в Индианском университете в Блумингтоне. В это время он также посетил Морса в Принстоне. В 1956—1958 он был приглашённым профессором в институте перспективных исследований Принстонского университета. В 1962 году он посетил Калифорнийский университет в Беркли как гость Чженя, которого он знал со времён своего пребывания в Гамбурге.
Позже стал полным профессором Майнцского университета имени Иоганна Гутенберга, а в 1966 году — полным профессором Боннского университета. В этой должности он работал до своего выхода на пенсию в 1989 году.
Клингенберг женился в 1953 году на Кристине Клингенберг (урожденной Коб), имеет двух сыновей и дочь.

## Признание
В 1966 году он был приглашенным докладчиком на Международном конгрессе математиков в Москве. Там он прочитал доклад по теме «теория Морса на пространстве замкнутых кривых»).

## Публикации
На русском
- Громол Д., Клингенберг В., Мейер В. Риманова геометрия в целом. — Мир, 1971.
- Клингенберг В. Лекции о замкнутых геодезических. — Мир, 1982.

На немецком
- Gromoll, D.; Klingenberg, W.; Meyer, W. Riemannsche Geometrie im Grossen. — Berlin-New York, 1968. — vi+287 с. — (Lecture Notes in Mathematics No. 55).

На английском
- Klingenberg, Wilhelm (1978), A course in differential geometry, Berlin, New York: Springer-Verlag, ISBN 978-0-387-90255-5, MR 0474045, Архивировано 28 февраля 2021
- Klingenberg, Wilhelm (1978), Lectures on closed geodesics, Grundlehren der Mathematischen Wissenschaften, vol. 230, Berlin, New York: Springer-Verlag, ISBN 978-3-540-08393-1, MR 0478069, Архивировано 7 июля 2014[6]
- Klingenberg, Wilhelm (1982), Riemannian geometry, de Gruyter Studies in Mathematics, vol. 1, Berlin: Walter de Gruyter & Co., ISBN 978-3-11-008673-7, MR 0666697, Архивировано 7 июля 2014[7]
- Klingenberg, Wilhelm P. A. (1991), Selected papers, Series in Pure Mathematics, vol. 14, River Edge, NJ: World Scientific Publishing Co. Inc., ISBN 978-981-02-0764-9, MR 1148072, Архивировано 2 марта 2021